# گروه الفطیم
گروه الفطیم (به عربی: مجموعة الفطيم)؛ (به انگلیسی: Al-Futtaim Group)؛ شرکت خوشه‌ای اماراتی است، که در زمینه مونتاژ خودرو، خرده‌فروشی، خدمات بیمه، تجهیزات الکترونیکی و توسعه املاک و مستغلات فعالیت می‌کند. 
گروه الفطیم در سال ۱۹۳۰ توسط خانواده الفطیم راه‌اندازی شد. در سال ۱۹۹۲ بخش خرده‌فروشی این گروه تفکیک شد و تحت نام شرکت ماجد الفطیم تأسیس گردید. دفتر مرکزی این گروه در شهر دبی، امارات قرار دارد.
گروه الفطیم در حال حاضر نمایندگی انحصاری فروش محصولات شرکت‌های تویوتا، لکسوس، هوندا، ولوو، کرایسلر، جیپ و دوج، در صنایع خودروسازی، نمایندگی توزیع محصولات پاناسونیک، توشیبا و سانیو، در صنایع الکترونیک و مدیریت مراکز خرید آیکیا، مارکس اند اسپنسر و تویز آر آس را در امارات متحده عربی دارا می‌باشد.